# Athos Carneiro
Athos Gusmão Carneiro (São Leopoldo, Rio Grande do Sul, 11 de dezembro de 1925 - Porto Alegre, 2 de julho de 2014) foi um jurista brasileiro, filho de Manoel Alire Borges Carneiro e Ione Gusmão Carneiro. Em 1967, tornou-se professor de Direito Processual Civil na Faculdade de Direito da Universidade Federal do Rio Grande do Sul. Concebeu a sistemática do Agravo de Instrumento de 1995, tendo a apresentado no I Congresso Brasileiro de Direito Processual, alusivo aos 10 anos de vida do Código de Processo Civil Brasileiro de Alfredo Buzaid. Contribuiu para a bibliografia jurídica com obras como “Intervenção de Terceiros”; “Audiência de Instrução e Julgamento”; “Jurisdição e Competência”; e “O Novo Código de Processo Civil nos Tribunais do Rio Grande do Sul e Santa Catarina”.

## Carreira
De 1950 a 1951 exerceu a advocacia no Rio de Janeiro até em 1952 ser aprovado em primeiro lugar no concurso para o cargo de Juiz de Direito no Rio Grande do Sul, atuando nas Comarcas de São Francisco de Assis, Ijuí e Uruguaiana. Em 1965 foi promovido por merecimento para Porto Alegre atuando em varas cíveis e fazendárias. Foi designado Juiz Assessor da Presidência do Tribunal de Justiça do Rio Grande do Sul até 1971, passando a Juiz Substituto de Desembargador, até 1975, quando foi promovido para o Tribunal de Alçada, integrando a 2ª Câmara Cível, da qual foi Presidente. Em março de 1977 foi promovido por merecimento, para Desembargador do Tribunal de Justiça onde presidiu a 1ª Câmara Cível até fevereiro de 1988, quando assumiu a 2ª Vice-Presidência do Tribunal. Presidente do Tribunal Regional Eleitoral do Rio Grande do Sul, de junho de 1983 a março de 1986. 2º e 1º Vice-Presidente do TJ-RS, de 1988 a 17/5/1989 quando assumiu como Ministro do STJ e, como Ministro, impôs dinamismo à Corte, capitaneando inovações no Direito. Em 6 de março de 1991, é nomeado integrante da Comissão de Reforma do Código de Processo Civil. Não obstante problemas de saúde, enfrentados em variados momentos, sendo este forte motivo da aposentadoria do cargo de Ministro do STJ em 29 de outubro de 1993, tem sido um porta voz das reformas processuais no Congresso Nacional.
Enquanto residiu em Brasília, Athos lecionou Direito Processual Civil no Departamento de Direito da Universidade de Brasília. Em Porto Alegre, além da Universidade Federal do Rio Grande do Sul, foi Professor de Direito Processual Civil na Pontifícia Universidade Católica do Rio Grande do Sul durante 7 anos; foi Coordenador do Curso de Preparação à judicatura da Associação dos Juízes do Rio Grande do Sul – Ajuris e Professor de Direito Processual Civil na Escola Superior da Magistratura, mantida pela Associação dos Juízes do Rio Grande do Sul - Ajuris.
O Professor Athos foi um dos capitaneadores da “Abertura na Justiça” proporcionada pelo STJ no início dos anos noventa. 